# Achsknick

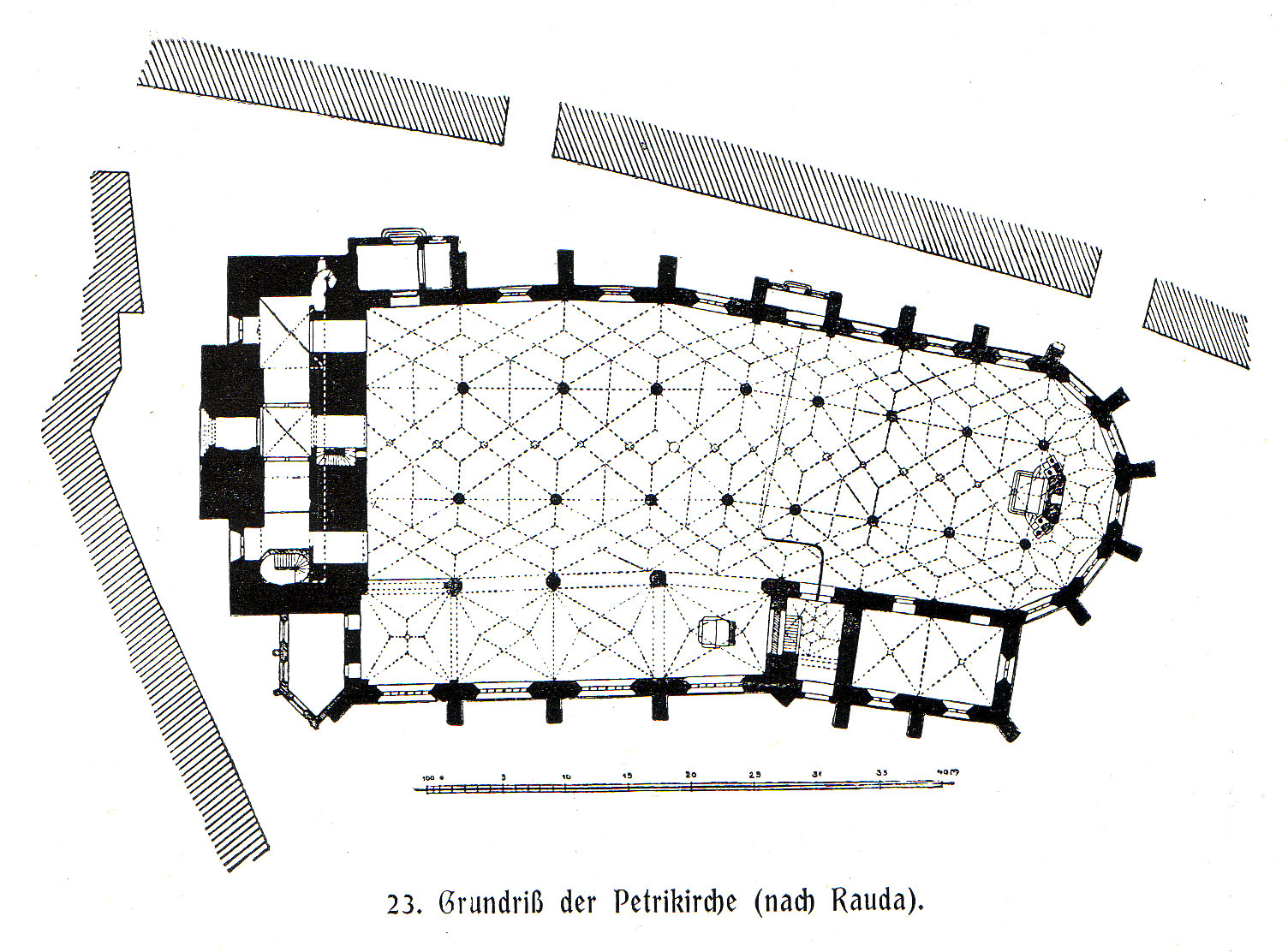
Grundriss des Doms St. Petri in Bautzen mit Achsknick

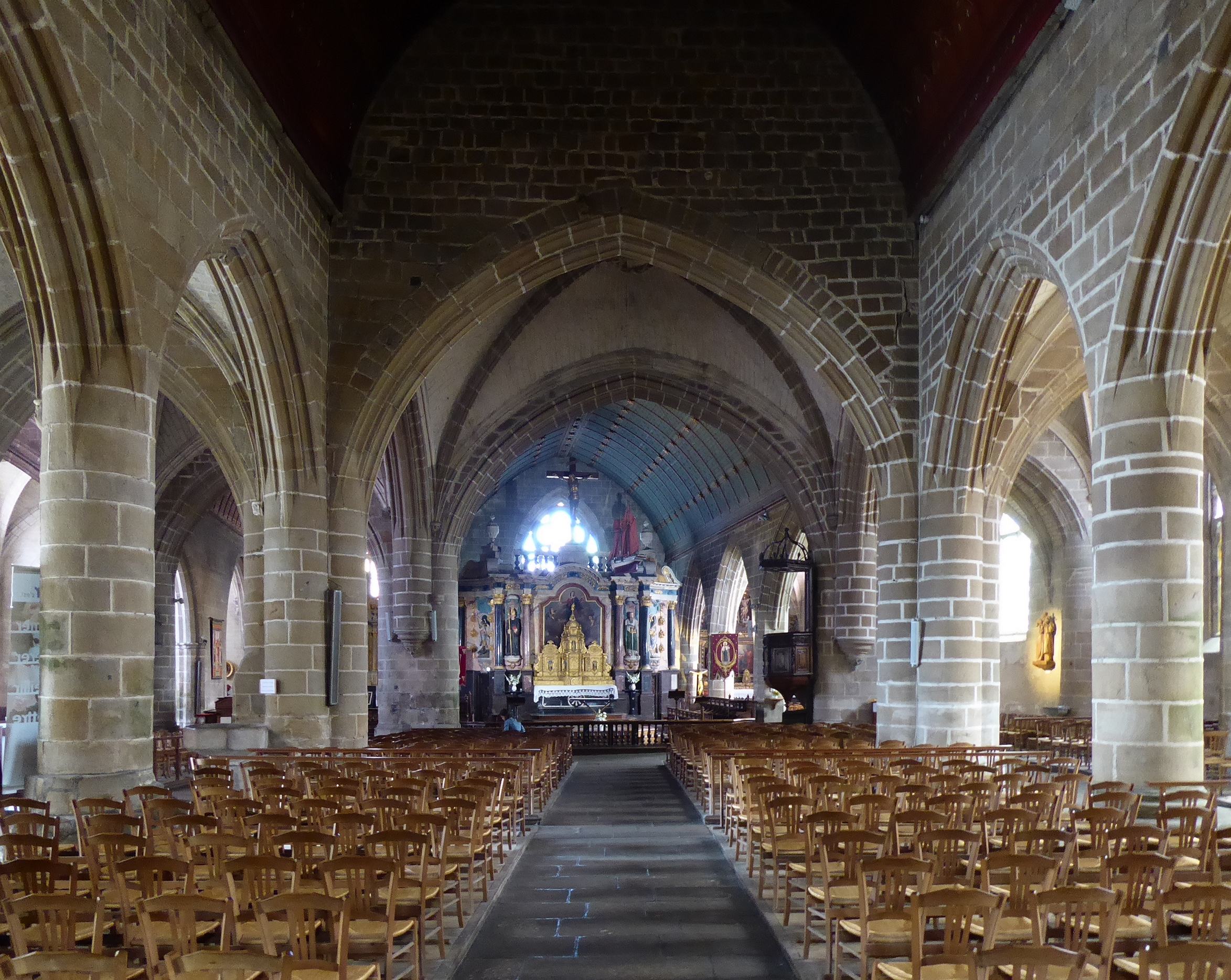
Achsknick vom Langhaus zum Chorraum in der Kirche St-Guénolé in Batz-sur-Mer

Der Achsknick (auch Achsenneigung, Achsenbrechung) ist die Knickung der Mittelachsen von Teilen desselben Bauwerks, die normalerweise in gleicher Linie verlaufen. Die Ursachen können unterschiedlich sein: Der Achsenknick kann durch Rücksichtnahme auf ältere Bauteile oder Kultstätten oder durch Geländeschwierigkeiten, häufig aber auch durch Messfehler und Planänderungen während der Bauzeit bedingt sein.
Im mittelalterlichen Kirchenbau ist die unterschiedliche Richtung der Längsachsen von Langhaus und Chor gemeint. Der Knickpunkt befindet sich meist am Übergang, Langhaus und Chor aneinanderstoßen. Der häufigste Grund für den Achsknick ist nicht nur im Kirchenbau baugeschichtlich begründet, indem zeitlich unterschiedliche Bauabschnitte geänderte Längsachsen mit sich brachten, weil die Ostung des Bauwerks nach der aufgehenden Sonne jeweils unterschiedlich bestimmt wurde.

## Ursachen der Bauachsenänderung
Für die Aussage über einen Achsknick werden interdisziplinär eine Reihe von Erkenntnisquellen und Methoden kombiniert: Exakte Vermessungsdaten, das Wissen um die historische Arbeitstechnik mit Groma und Messkette, das Wissen zu den üblichen Aufteilungsformen und Bauproportionen in Klaftern, das errechnete Wissen zum Sonnenstand zum örtlichen vermessenen Horizont bezogen auf die wahrscheinlichen Jahre, kirchlicher Festtagskalender und die chronologische Steigerung der Festtage (z. B. in Richtung zum Osterfest).
Grundlage der näheren Erforschung, ob ein bewusster, theologisch begründeter Achsknick vorliegt, sind zunächst die historischen Daten über den Beginn des Baues. Hinweise auf die Wochentage (z. B. Palmsonntag, Christtag, Karfreitag, Kirchweihtag, Patronatstag), an denen eine Bauachse festgelegt (abgesteckt) wurde und damit das Gründungsjahr können sich, wenn keine konkreten Urkundendaten vorhanden sind, zunächst aus den jeweiligen Kalenderdaten speziell der beweglichen Feste (z. B. Ostertermine) ergeben. Die Kalenderangaben sind in Fachpublikationen (z. B. Handbuch von Grotefend) zugänglich. Wochentage fallen meist nur in mehrjährigen Abständen wieder auf den gleichen Kalendertag, sodass der Baubeginn dadurch eingegrenzt werden kann.

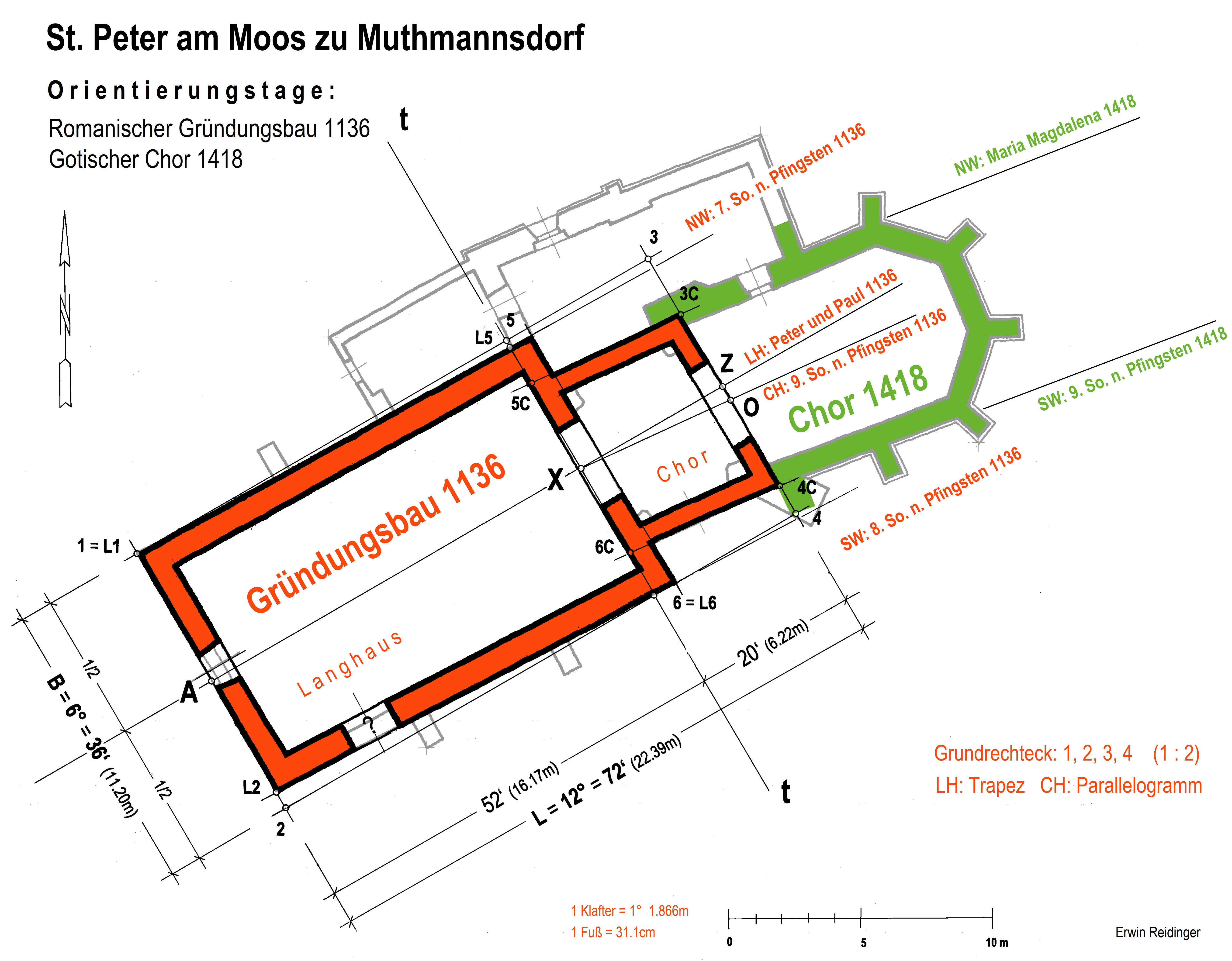
Grundriss St. Peter im Moos Orientierungstage der Bauachsen

Die Kalenderdaten werden mit dem (errechenbaren) Wissen um den Sonnenaufgang an diesen Tagen kombiniert: wenn z. B. die Sonne an einer gewissen Stelle aufgeht und die Kirchenachse auf diesen Punkt zuläuft, ergibt sich daraus der Wochentag der Absteckung. Wenn nun ein Teil der Kirchenachse auf eine andere Stelle ausgerichtet ist, kann der in Frage kommende andere Tag (z. B. der Tag einer Oktav, des Triduum Sacrum usw.) festgestellt und das Bauprogramm der Kirche bestätigt werden.
Das Langhaus entsprach bei dieser Betrachtung dem irdischen und der Chor dem himmlischen Bereich, wobei gemäß den kanonischen Anforderungen beim Abstecken des Kirchengrundrisses zuerst das Langhaus und danach der Chor abgesteckt wurde. Aus der Stärke des Knicks lassen sich die Tage zwischen den beiden Absteckvorgängen errechnen. Da eine Steigerung der Höhe des Festtages eingehalten wurde, wie auch thematische Hintergründe des Patronatsherrn, des Bischofs oder einer Ordenstradition die Festtage bestimmten, lässt sich anhand des Achsknicks, der eine Zeitmarke darstellt, das Gründungsjahr der Kirche und teils auch die damit verbundene Stadtgründung oder Stadterweiterung bestimmen. Es ist weiters mit der Stiftskirche im Stift Rein ein Kirchenbau dokumentiert, bei dem nicht die Hauptachse einen Achsknick aufweist, sondern einige Querachsen (Gewölbeachsen, die im Regelfall normal zur Hauptachse verlaufen) um wenige Grad schräg zur Hauptachse verlaufen. Das wird in der Literatur als Knick in der Querachse bezeichnet und mit Messergebnissen dahin begründet, dass diese Querachsen an unterschiedlichen Sonnenaufgängen nach den heiligen Tagen (triduum paschale) in der Karwoche orientiert wurden.
Die Verpflichtung zur Orientierung nach der aufgehenden Sonne wurde beim Konzil von Trient (1545–1563) aufgehoben.

Knicke in Gebäudeachsen kommen aber auch in nicht-mittelalterlicher Architektur vor, so im Felsengrab der Nefertari oder der Pfarrkirche Liesing (dort als „gebrochene Hauptachse“ bezeichnet). Sie werden auf sehr verschiedene Ursachen zurückgeführt (gekrümmter Jenseitsraum der ägyptischen Mythologie oder bessere Bauplatzausnutzung).

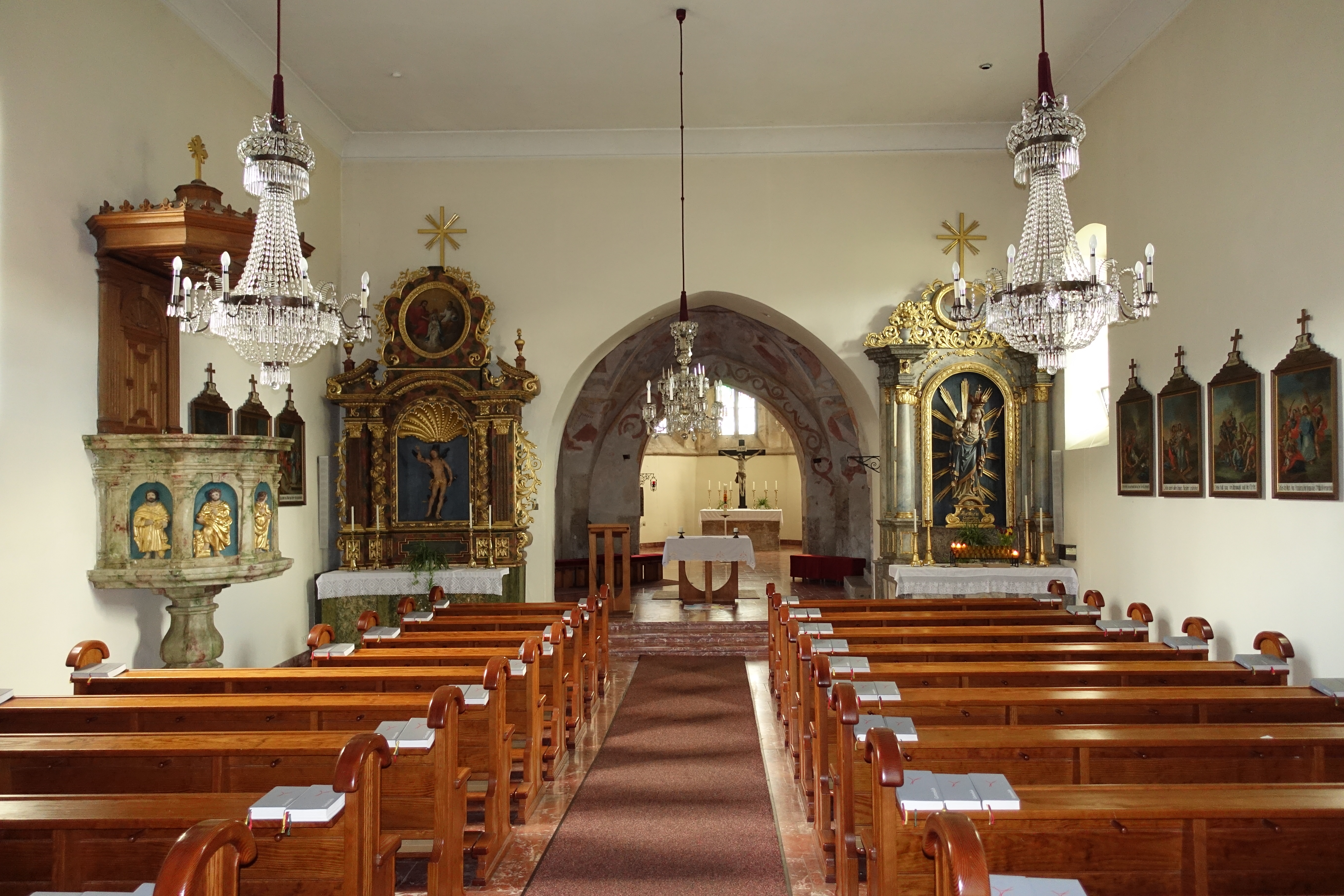
Achsknick der Pfarrkirche St. Peter im Moos in Niederösterreich

## Forschungsgeschichte
Die These über die Herkunft des Achsknicks und ihre Belege wurde im letzten Viertel des 20. Jahrhunderts an Beispielen aus Ostösterreich erarbeitet. Diese These wird gelegentlich auch kontrovers diskutiert.

## Beispiele
Der Stephansdom in Wien: Die Achse des Langhauses ist auf den Sonnenaufgang am Stephanitag 26. Dezember 1137 orientiert, die Achse des Chores zum Sonnenaufgang am folgenden Sonntag, den 2. Jänner 1138.
Der romanische Dom von Wiener Neustadt: Hier weist die Achse des Langhauses zum Sonnenaufgang am Pfingstsonntag, den 24. Mai 1192, den Tag der Belehnung von Herzog Leopold V. durch Kaiser Heinrich VI. mit der Steiermark. Die Achse des romanischen Chores weist auf den Sonnenaufgang am Pfingstsonntag, den 16. Mai 1193.

Die gotische Stadtpfarrkirche hl. Margareta in Marchegg als Gründung von König Přemysl Ottokar II. von Böhmen: Ihre Langhausachse weist zum Sonnenaufgang am Gründonnerstag, den 5. April 1268 und die Achse des Chores auf den Sonnenaufgang am Ostersonntag 8. April 1268.

Orientierungstage für St. Peter im Moos

In Linz konnte mittels Achsknick das Jahr der Stadterweiterung näher bestimmt werden. Weitere Beispiele sind die Pfarrkirche von Laa an der Thaya, deren Orientierungstage dem Palmsonntag und dem Ostersonntag des Jahres 1207 entsprechen, auch in den früheren Kirchengrundrissen der Klosterkirchen Stift Heiligenkreuz und Stift Göttweig ist ein Achsknick belegbar, aber nicht mehr erkennbar: Bei diesen Kirchen wurde der romanische Chor später durch einen gotischen Neubau ersetzt, der keinen Achsknick aufweist. An der Pfarrkirche von Unterloiben ist der Achsknick auch im Verlauf des Daches deutlich zu erkennen.

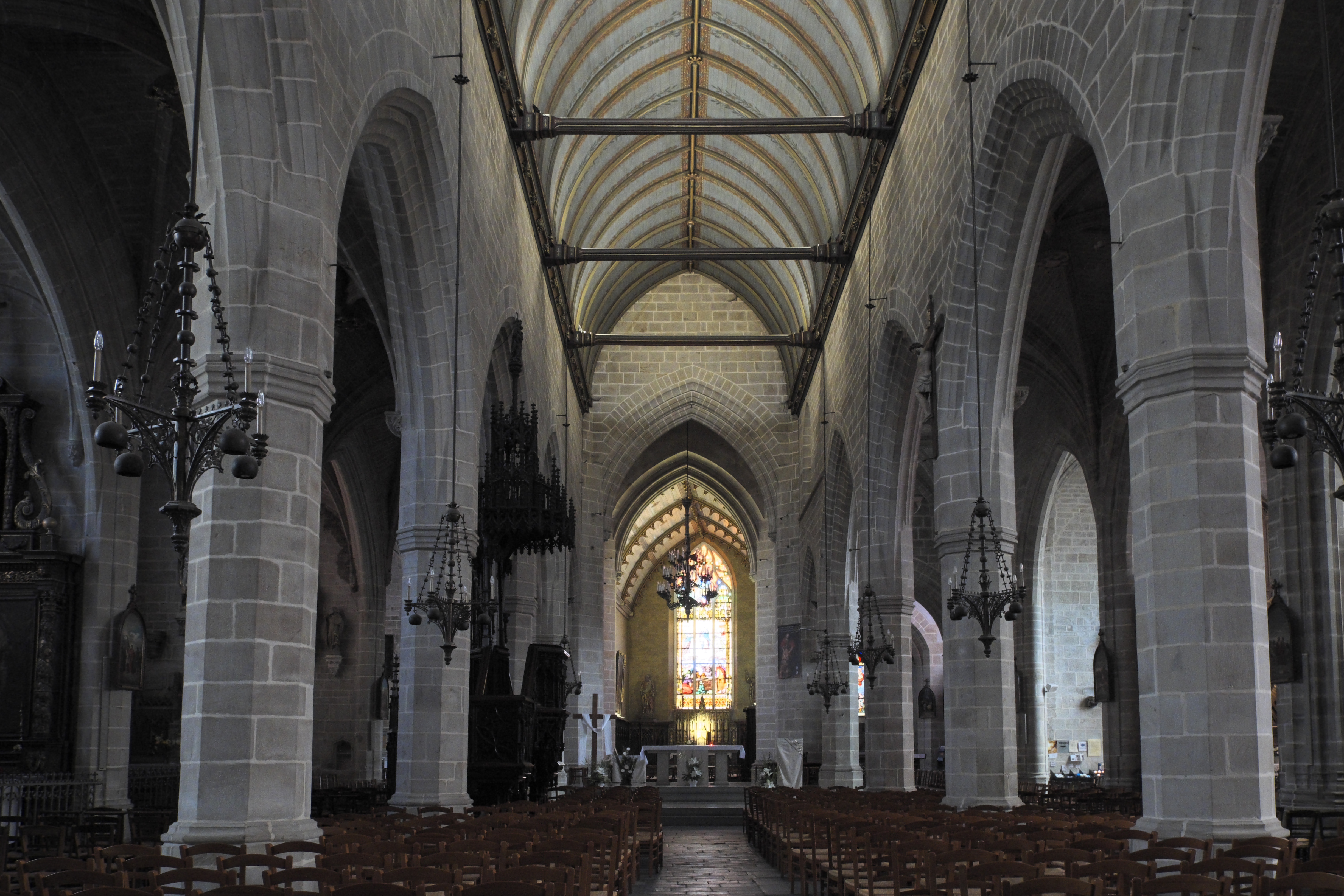
Pfarrkirche Notre-Dame in Vitré

Als Beispiele außerhalb Österreichs werden der Brixner Dom, die Kathedrale St. Pierre in Genf, Mont St. Michel, Southwark Cathedral und der Dom von Passau genannt, weiters der Dom von Speyer, der Dom zu Caorle in Italien und die Kathedrale Notre Dame de Vitré in Frankreich. Der weitere Erklärungsansatz, die geknickte Kirchenachse mit dem geneigten Haupt Christi am Kreuz zu begründen, wird von Reidinger als Fehlinterpretation bezeichnet. Als weitere Gründe für einen Achsknick werden später entdeckte Unregelmäßigkeiten im Baugrund (z. B. ein wenig tragfähiger Bodenbereich) oder ein Patroziniumswechsel (allenfalls nach längerer Bauzeit) genannt, nach dem eine Neuausrichtung einer Kirchenachse erfolgte.
Weitere Beispiele:
- Basilika Klein-Mariazell

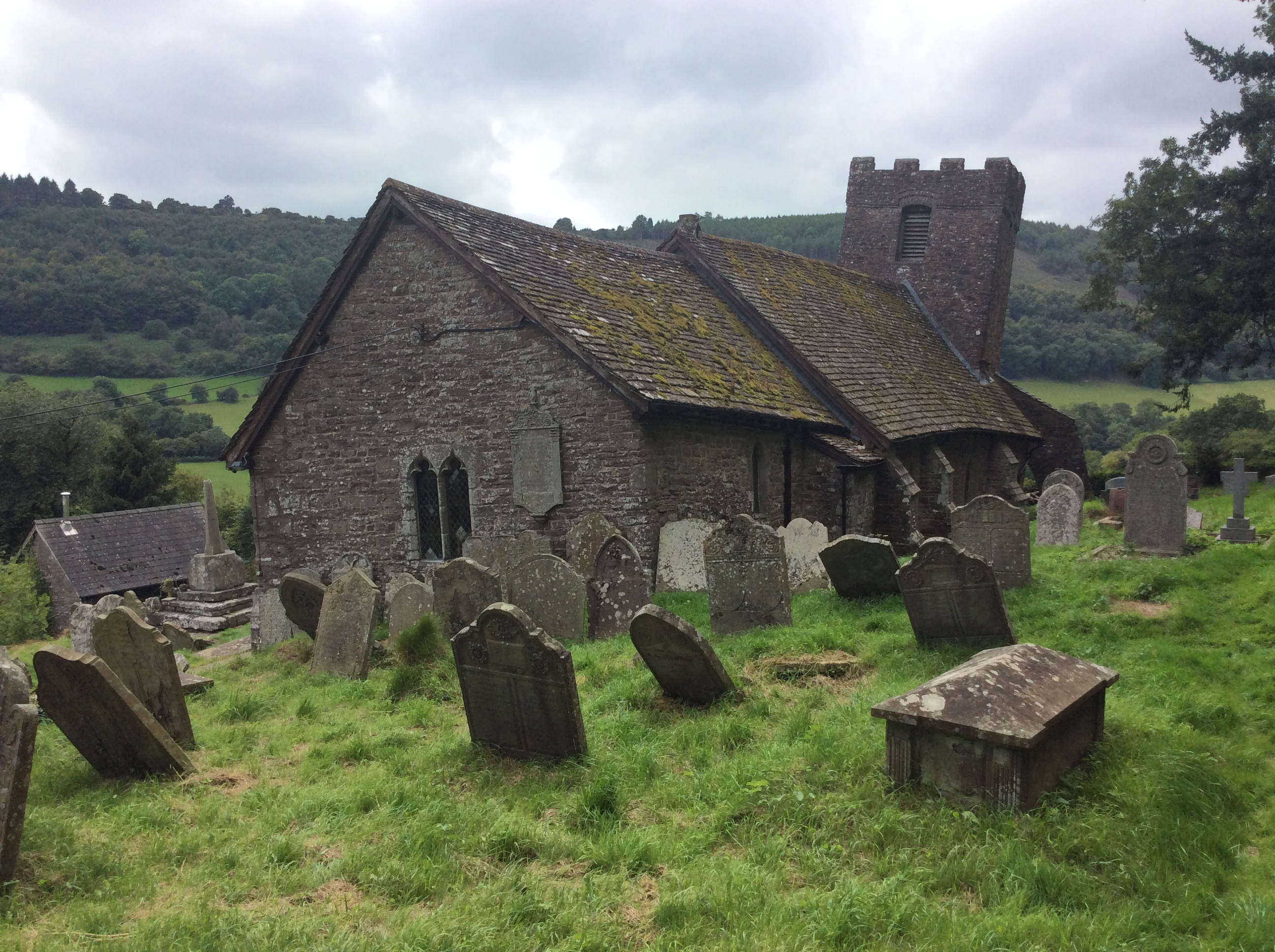
St Martin’s Church, Cwmyoy, Wales

- Stadtpfarrkirche Hall in Tirol (hier war der Grund für den Knick ein räumlicher Umstand der Erweiterung des Baus)
- Dom St. Petri (Bautzen)[1]
- St. Bartholomäus (Oppenheim) (die ehemalige Klosterkirche ist recht genau nach Norden ausgerichtet, nur die linke (westliche) Wand des Langhauses zeigt einen markanten Knick nach rechts, auch der lange Chorraum folgt dann der neuen Richtung)
- Kathedrale Saint-Corentin
- St Martin’s Church (Cwmyoy) (durch den instabilen Untergrund neigen sich die Gebäudeteile in unterschiedliche Richtungen, weshalb St Martin als die „schiefste Kirche in Großbritannien“ gilt)
- Whitby Abbey